# Copa Challenger 2019 (Pomán)
La Copa Challenger 2019, organizada por el Club Mamerto Esquiú, en conmemoración de su centenario, estará integrada por 12 equipos afiliados a la liga. Comenzará en el mes de marzo y estará finalizado en el mes de abril.
Se disputará con la modalidad de eliminación directa y todos los encuentros se disputarán en la localidad de Saujil.

## Formato
- Los partidos serán de eliminación directa.
- Si los encuentros finalizan igualados al finalizar los 90', se resolverá mediante los penales.

## Equipos participantes
| #  | Equipo                              | Localidad        |
| -- | ----------------------------------- | ---------------- |
| 1  | Club Atlético General Belgrano      | Rincón           |
| 2  | Club Atlético General Navarro       | Siján            |
| 3  | Club Atlético Jorge Newbery         | Pomán            |
| 4  | Club Atlético Juan Bautista Alberdi | Mutquín          |
| 5  | Club Atlético River Unido           | El Pajonal       |
| 6  | Club Deportivo Boca Juniors         | Retiro de Colana |
| 7  | Club Deportivo General Lavalle      | Colpes           |
| 8  | Club Deportivo San Miguel           | San Miguel       |
| 9  | Club Deportivo Santa Rosa           | Siján            |
| 10 | Club Fray Mamerto Esquiú            | Saujil           |
| 11 | Club Sportivo Saujil                | Saujil           |
| 12 | Club Sportivo Unión Obrera          | Mutquín          |

### Distribución geográfica de los equipos
| Localidad        | Cant. | Equipos                               |
| ---------------- | ----- | ------------------------------------- |
| Mutquín          | 2     | Juan Bautista Alberdi y Unión Obrera. |
| Saujil           | 2     | Mamerto Esquiú y Sportivo Saujil.     |
| Siján            | 2     | General Navarro y Santa Rosa          |
| Colpes           | 1     | General Lavalle.                      |
| El Pajonal       | 1     | River Unido.                          |
| Pomán            | 1     | Jorge Newbery.                        |
| Retiro de Colana | 1     | Boca Juniors.                         |
| Rincón           | 1     | General Belgrano.                     |
| San Miguel       | 1     | San Miguel.                           |
| Total            | 17    |                                       |

## Competición

### Primera Fase
| 23 de marzo, 14:30 (UTC-3) | River Unido  | 1 - 2 | Juan B. Alberdi            | Club Mamerto Esquiú, Saujil |             |
|                            | Luis Atencio |       | Edgar Nieva · Franco Nieva | Árbitro(s):                 | Árbitro(s): |

| 23 de marzo, 16:00 (UTC-3) | General Belgrano            | 2 - 7 | General Lavalle                                                                                            | Club Mamerto Esquiú, Saujil |             |
|                            | Agustín Salas · Nahuel Díaz |       | Matías Calderón · Enzo Carrizo · William Castro · Pablo Chasampi · Néstor Calderón · autogol' Rodrigo Muro | Árbitro(s):                 | Árbitro(s): |

| 23 de marzo, 17:30 (UTC-3) | Unión Obrera                       | 2 - 3 | Sportivo Saujil                  | Club Mamerto Esquiú, Saujil |             |
|                            | Pablo Solohaga · Julián Solohaga · |       | Denis Toledo · Mario Rodríguez · | Árbitro(s):                 | Árbitro(s): |

| 24 de marzo, 14:30 (UTC-3) | General Navarro | 1 - 1 (3:4 p.) | San Miguel   | Club Mamerto Esquiú, Saujil |                           |
|                            | Héctor Valdez   |                | Matías Nieva | Árbitro(s): Yamil Reinoso   | Árbitro(s): Yamil Reinoso |

| 24 de marzo, 16:00 (UTC-3) | Mamerto Esquiú | 0 - 2 | Jorge Newbery    | Club Mamerto Esquiú, Saujil |                           |
|                            |                |       | Exequiel Carrizo | Árbitro(s): Enzo Calderón   | Árbitro(s): Enzo Calderón |

| 24 de marzo, 17:30 (UTC-3) | Boca Juniors   | 1 - 1 (2:4 p.) | Santa Rosa          | Club Mamerto Esquiú, Saujil |             |
|                            | Jonathan Nieva |                | Gustavo Barrionuevo | Árbitro(s):                 | Árbitro(s): |

### Segunda Fase
| 30 de marzo, 14:30 (UTC-3) | Jorge Newbery                                                                                 | 0 - 0 (5:4 p.)             | Juan B. Alberdi                                                                                | Club Mamerto Esquiú, Saujil  |  |
|                            |                                                                                               |                            |                                                                                                | Árbitro(s): Claudio González |  |
|                            |                                                                                               | Tiros desde el punto penal |                                                                                                |                              |  |
|                            | Rubén Quipildor · Omar Tello · David Casas · Nicolás Carrizo · Oscar Calderón · Julián Segura |                            | Héctor Nieva · Franco Nieva · Ignacio Segura · Facundo Casas · Alan Valdez · Víctor Solohaga · |                              |  |

| 30 de marzo, 16:00 (UTC-3) | General Lavalle | 0 - 0 (7:8 p.)             | Santa Rosa | Club Mamerto Esquiú, Saujil |  |
|                            | |                            | | Árbitro(s): Dante Toloza    |  |
|                            | | Tiros desde el punto penal | |                             |  |
|                            | Néstor Calderón · Enzo Carrizo · Nelson Chasampi · Matías Calderón · Pablo Chasampi · Maximiliano González · Marcos Reinoso · Bruno Castro |                            | Ramón Chasampi · Andrés Bazán · Daniel Bustos · Gustavo Barrionuevo · Wilson Bazán · Franco Herrera · Víctor Maturano · Marcos Quinteros |                             |  |

| 30 de marzo, 17:30 (UTC-3) | Sportivo Saujil               | 2 - 1 | San Miguel      | Club Mamerto Esquiú, Saujil |                           |
|                            | Héctor Centeno · Luis Padilla |       | Leonardo Robles | Árbitro(s): Yamil Reinoso   | Árbitro(s): Yamil Reinoso |

## Estadísticas

### Goleadores
| Jugador                   | Equipo          | Goles |
| ------------------------- | --------------- | ----- |
| Exequiel Carrizo          | Jorge Newbery   | 2     |
| Mario Rodríguez           | Sportivo Saujil | 2     |
| Néstor Calderón           | General Lavalle | 2     |
| Actualizado al 3 de abril |                 |       |

| Agustín Salas       | General Belgrano | 1 |
| Denis Toledo        | Sportivo Saujil  | 1 |
| Edgar Nieva         | Juan B. Alberdi  | 1 |
| Enzo Carrizo        | General Lavalle  | 1 |
| Franco Nieva        | Juan B. Alberdi  | 1 |
| Gustavo Barrionuevo | Santa Rosa       | 1 |
| Héctor Centeno      | Sportivo Saujil  | 1 |
| Héctor Valdés       | General Navarro  | 1 |
| Jonathan Nieva      | Boca Juniors     | 1 |
| Julián Solohaga     | Unión Obrera     | 1 |
| Leonardo Robles     | San Miguel       | 1 |
| Luis Atencio        | River Unido      | 1 |
| Luis Padilla        | Sportivo Saujil  | 1 |
| Matías Calderón     | General Lavalle  | 1 |
| Matías Nieva        | San Miguel       | 1 |
| Nahuel Díaz         | General Belgrano | 1 |
| Pablo Chazampi      | General Lavalle  | 1 |
| Pablo Solohaga      | Unión Obrera     | 1 |
| William Castro      | General Lavalle  | 1 |